# Berthold von Henneberg-Römhild
Berthold von Henneberg-Römhild (Hartenberg, 1441/1442 – Magonza, 21 dicembre 1504) è stato un arcivescovo cattolico tedesco.

## Biografia
Nato tra il 1441 ed il 1442, Berthold era il settimo figlio del conte di Henneberg e fu avviato fin dalla tenera età alla carriera ecclesiastica. Studiò a Erfurt e il 20 maggio 1484 fu eletto arcivescovo di Magonza.
Nel gennaio 1485 in qualità di elettore prese parte alla Dieta di Francoforte di Federico III d'Asburgo, dove espose i suoi progetti per una riforma della costituzione dell'Impero.
I suoi tentativi furono coronati dal successo decretatogli dalla Dieta di Worms del 1495 e in quella del 1500 Berthold riuscì a istituire un governo nazionale eletto dagli Stati tedeschi, che aveva il potere di paralizzare la politica estera imperiale, se l'avesse ritenuta contraria alle idee dei principi germanici. Nel 1502 questo governo venne sciolto e Berthold morì il 21 dicembre 1504.
Nel 1521 il progetto di governo da lui elaborato sarebbe servito come base per la sistemazione definitiva del paese.
Hans Backoffen scolpì il monumento funerario dell'arcivescovo Berthold von Henneberg e quelli degli elettori Jakob von Liebenstein e Uriel von Gemmingen nella cattedrale di Magonza.

## Genealogia episcopale e successione apostolica
La genealogia episcopale è:
- Vescovo Johann von Dalberg
- Arcivescovo Berthold von Henneberg-Römhild

La successione apostolica è:
- Vescovo Hugo von Hohenladenburg (1496)
- Vescovo Thomas Ruscher (1503)